# Темрево
Темрево — деревня в Великолукском районе Псковской области России. Входит в состав сельского поселения «Успенская волость».
Расположена на берегу реки Раслица, в 35 км к юго-востоку от райцентра Великие Луки и в 6 км к западу от волостного центра Успенское.

## Население
По состоянию на 2000 год постоянное население в деревне отсутствовало, на 2010 год — 2 жителя.

## История
До 2005 года деревня входила в состав ныне упразднённой Федорковской волости.